# Krzysztof Gerc
Krzysztof Gerc – doktor nauk humanistycznych, pracownik naukowo-dydaktyczny Wydziału Zarządzania i Komunikacji Społecznej Uniwersytetu Jagiellońskiego, psycholog. 
Główne obszary jego zainteresowań naukowych to: psychologia rehabilitacji, problematyka psychologiczna osób przewlekle i nieuleczalnie chorych, tanatopsychologia, psychologia zarządzania oraz metodologia nauk społecznych. Jest autorem kilkudziesięciu artykułów naukowych, opublikowanych w recenzowanych periodykach naukowych polskich i zagranicznych. 
W 2006 otrzymał Medal Komisji Edukacji Narodowej.
W ramach pracy badawczej okresowo współpracuje z PAN oraz międzynarodowymi instytutami naukowymi. Jest członkiem Polskiego Towarzystwa Psychologicznego. 
W trakcie studiów doktoranckich, realizowanych na Uniwersytecie Jagiellońskim, pracował równolegle jako konsultant w Małopolskim Centrum Rehabilitacji Dzieci w Radziszowie k. Krakowa.
Od września 2002 do 2022 kierował Specjalistyczną Poradnią Psychologiczno-Pedagogiczną w Skawinie.